# Heteralex formosana
Heteralex formosana là một loài bướm đêm trong họ Geometridae.